# Walter Davis (musicus)
Walter Davis (Grenada, 1 maart 1912 – St. Louis, 22 oktober 1963) was een Amerikaanse bluesmuzikant (zang, piano) en songwriter, die een van de meest productieve bluesartiesten was van het begin van de jaren 1930 tot het begin van de jaren 1950.
Davis had een rijke zangstem die net zo expressief was als de beste van de deltablues-vocalisten. Zijn bekendste opname, een versie van de treinbluesstandaard Sunnyland Blues, uitgebracht in 1931, valt meer op door de warmte en ontroering van zijn zang dan door zijn pianospel. Zijn bekendste nummers waren Come Back Baby, Ashes in My Whiskey en Blue Blues. Davis werd soms aangekondigd als Hooker Joe.
Hij was niet verwant aan de jazzpianist Walter Davis jr.

## Biografie
Davis werd geboren op een boerderij in Grenada, Mississippi. Hij liep weg van huis toen hij ongeveer 13 jaar oud was en landde in St. Louis, Missouri. Hij begon te zingen met pianist Roosevelt Sykes en gitarist Henry Townsend. Davis maakte zijn eerste opnames, waaronder het succesvolle M&O Blues in 1930, als zanger begeleid door Sykes op piano. Davis, een autodidactische pianist, begeleidde zichzelf steeds meer naarmate hij vaardiger werd. Zijn pianospel werd beschreven door blueshistoricus Gérard Herzhaft als primitief maar expressief, met een onregelmatig ritme.
Beïnvloed door Leroy Carr en met een 'treurige vocale toon' en een 'reflectieve stijl en superieure teksten', nam Davis veelvuldig op voor Victor Records en Bluebird Records en maakte meer dan 150 opnames tussen 1930 en 1952, waarvan veel van Townsend en/of Big Joe Williams op gitaar. Beschreven als een van de beste en meest originele van alle blueszangers en pianisten had Davis een gevarieerd repertoire, inclusief melancholische liedjes (zoals Tears Came Rollin' Down, geschreven door Townsend), humoristisch liedjes en liedjes doorspekt met dubbelzinnigheden (zoals Think You Need a Shot). Volgens Townsend speelde Davis enkele van de treurigste nummers waarover ooit is gehoord.
Townsend ontkende beweringen dat Davis clubdates speelde in het zuiden en het lagere middenwesten met Townsend en Big Joe Williams en zei dat Davis geen entertainment deed.
Walter Davis was tijdens de jaren 1930 samen met Roosevelt Sykes en Henry Townsend een van de leidende vertegenwoordigers van de St. Louis-blues. Tussen 1931 en 1941 nam Davis meer dan 160 nummers op. Van 1946 tot 1952 volgden verdere opnamen.
Tot de bekendste nummers van Davis behoorden Come Back Baby (dat Ray Charles in 1950 tot een tophit maakte), Angel Child (in 1949 een hit voor Memphis Slim), Think You Need A Shot, Pet Cream Blues en Ashes In My Whiskey. Nummers van Davis werden bewerkt door B.B. King, Fred McDowell, Eddie Boyd, Champion Jack Dupree en anderen.
Het nummer Come Back Baby (1940) werd later opgenomen door Lowell Fulson, Ray Charles en vele anderen. Toen hij eenmaal goed ingeburgerd was als een populaire artiest, trad hij regelmatig op in hotels in St. Louis, soms met Townsend.
In 1952 kreeg Davis een beroerte, wat een einde maakte aan zijn opnamecarrière. Zijn muziekstijl begon al uit de mode te raken. Hij werkte de rest van zijn leven als receptionist in een hotel en als parttime predikant.

## Overlijden
Walter Davis overleed in oktober 1963 op 51-jarige leeftijd en werd begraven in Greenwood Cemetery, in Hillsdale (Missouri). In 2005 werd hij opgenomen in de Blues Hall of Fame.
- Bibliothèque nationale de France: cb13948258r (data)
- Gemeinsame Normdatei: 134592794
- International Standard Name Identifier: 0000 0000 5516 3414
- Library of Congress Control Number: n96045843
- MusicBrainz: 2cc09627-ac51-46e1-bc1f-92e49ace09d5
- Istituto Centrale per il Catalogo Unico: DDSV054821
- SNAC: w6d521dt
- Virtual International Authority File: 19871670
- WorldCat: E39PBJr7X8tHVq48TkcxdycwYP